# Burg Reichenbach (Oberschwaben)
Die Burg Reichenbach ist eine abgegangene Burg bei dem Ortsteil Reichenbach der Kurstadt Bad Schussenried im Landkreis Biberach in Baden-Württemberg.
Die von den Herren von Reichenbach im 11. Jahrhundert erbaute Burg wurde 1083 erwähnt. 
Von der nicht genau lokalisierbaren Burganlage ist nichts erhalten.